# GLSDB
GLSDB (англ. Ground-Launched Small Diameter Bomb, дослівний переклад — «бомба малого діаметра наземного запуску») — малогабаритні високоточні боєприпаси. GLSDB створені компанією Boeing спільно з компанією SAAB і перебувають у розробці з 2019 року.
GLSDB поєднує в собі планерну авіаційну бомбу малого діаметра GBU-39 (SDB) з ракетним двигуном від реактивного снаряда M26. Боєприпас може вражати цілі на відстані до 150 км. Для наведення на ціль зброя використовує супутникову систему позиціювання (GPS) та інерціальну навігаційну систему. Бомба має крила, які розкриваються після пуску, що істотно збільшує дальність ураження.
GLSDB придатні для запуску з машин, що використовують боєприпаси сімейства MFOM, зокрема, M270 та HIMARS.

## Історія створення
Оскільки американська армія планувала утилізувати касетні боєприпаси з ракет M26, компанія Boeing запропонувала особливий адаптер, який дає можливість використання ракетного двигуна ракети для запуску крилатих бомб GBU-39. Після того, як ракетний двигун виводить бомбу на достатню висоту та швидкість, розгортаються крила та скеровують бомбу до заданої цілі.
Компанія вважає, що таким чином можна заповнити прогалину у високоточних боєприпасах великої відстані, аби витратою меншої та дешевшої бойової частини зберегти більші ракети для стратегічних цілей. У той час як типові ракети з реактивних систем залпового вогню (РСЗВ) рухаються за балістичною траєкторією, SDB, що запускається ракетами, може бути виведена на певну висоту, звідки планеруватиме за вибраною траєкторією.
Boeing і Saab Group провели три успішні випробування GLSDB у лютому 2015 року. Система використовує наявну зброю в парі з запасним ракетним двигуном, зберігаючи заряд реактивної артилерійської системи. На відміну від традиційної артилерійської зброї, GLSDB забезпечує охоплення на 360 градусів для великих або малих кутів атаки, для польоту навколо місцевості, для ураження цілей у горах, або повернення назад до цілі позаду відстикованої ракети-носія. GLSDB має радіус дії 93 милі (150 км) або може вражати цілі на відстані 43 милі (70 км) проти напрямку пострілу. Зброя може бути налаштована на детонацію в повітрі або із затримкою для глибокого проникнення.
Під час демонстрації 2017 року GLSDB вразив рухому ціль на відстані 100 км (62 милі). SDB і ракетний двигун розділилися на висоті, і бомба використовувала напівактивне лазерне самонаведення (SAL; англ. «Semi-active laser») для відстеження та ураження цілі. Випробування 2019 року розширили цю дальність до 130 км (81 милі) проти цілі в морі. Раніше лазерна версія SDB була успішно випробувана на цілях, що рухалися зі швидкістю 80 км/год. 
Вартість GLSDB не розголошується, однак вартість SDB, що використовується в GLSDB, для американських військових становить приблизно 40 000 доларів, а ракета M26 походить із застарілих запасів. Витрати на «перехідний адаптер», розробку контейнера-пускової установки та інші витрати Boeing і Saab невідомі.

## Характеристики
| Характеристики | Характеристики                                                   |
| -------------- | ---------------------------------------------------------------- |
| Маса, кг       | 130 кг (285 фунтів)                                              |
| Довжина, мм    | 1800 мм                                                          |
| Ширина, мм     | 190 мм                                                           |
| Дальність, м   | 150 км                                                           |
| Маса ВР, кг    | SDB: 93 кг фугасна проникаюча SDB FLM: 93 кг фугасна з осколками |
| Вартість       | ~40 тисяч доларів США                                            |

## Оператори

### Україна
У листопаді 2022 року боєприпас GLSDB розглядали для використання під час російського вторгнення в Україну у 2022 році з уже наявною в Україні системою M142 HIMARS. Україна прагнула отримати ракети ATACMS через їх велику дальність, однак США не були готові надати таке озброєння, тож недорогі GLSDB з дальністю до 150 км могли стати компромісом.
Станом на початок лютого строки надання Україні GLSDB ще не були визначені, але новинне агентство Рейтер повідомило, що згідно з документами, що вони бачили, ці бомби можуть бути в Україні вже навесні. Це буде перший експорт та перше бойове застосування комплексу GLSDB. 30 листопада 2023 року стало відомо, що попередні плани постачання навесні 2023 не справдились та відкладаються до 2024 року. Випробування було завершено в грудні 2023 року.
31 січня 2024 року заступник державного секретаря США Вікторія Нуланд сказала на брифінгу у Києві, що американські бомби GLSDB вже прямують на фронт для використання українськими військовими.
Наприкінці квітня 2024 року під час безпекового форуму CSIS заступник міністра оборони США з питань закупівель та підтримки Вільям Лаплант повідомив, що GLSDB не виправдали себе на фронті. За його словами, боєприпаси виявились нестійкими до бруду та радіоелектронної боротьби.

### Тайвань
Навесні 2023 року Республіка Китай висловила бажання придбати GLSDB.